# Пријепољски партизански одред
Пријепољски народноослободилачки партизански (НОП) одред или Милешевски народноослободилачки партизански (НОП) одред је био партизанска јединица у саставу Народноослободилачке војске и партизанских одреда Југославије током Другог светског рата у Црној Гори.

## Историјат
Формиран је крајем октобра 1943. Имао је два батаљона јачине око 350 бораца. Био је под командом Главног штаба за Санџак и 2. пролетерске дивизије. Садејствовао је 2. и 3. пролетерском бригадом на територији пријепољског, прибојског и сјеничког среза у борбама против Немаца, четника и муслиманске усташке милиције. Учествовао је у борбама против делова немачке 1. брдске дивизије и муслиманске усташке милиције код Бродарева 7, 9. и 16. новембра 1943. Попуњавао је 2. и 3. пролетерску бригаду и 5. крајишку дивизију, а 1. децембра 1943. око 200 његових бораца ушло је у састав новоформиране 4. санџачке бригаде. У првој половини децембра водио је у долини реке Лима тешке борбе против Немаца, а затим је један батаљон ушао у састав 5. крајишке дивизије, други у састав 4. санџачке бригаде, па је Одред престао да постоји.